# Mi planta de naranja lima
Mi planta de naranja lima (en portugués O Meu Pé de Laranja Lima) es una novela de José Mauro de Vasconcelos, una de las más leídas de la nueva literatura brasileña. El autor continúa la historia en Vamos a calentar el sol. Está narrada en primera persona y posee un carácter autobiográfico. 
Encabezó la lista de superventas en 1968, año de su primera edición. Posteriormente, la novela fue traducida a 32 idiomas y publicada en 19 países. Ha sido adoptado como texto de lectura a nivel de enseñanza primaria.
Tres telenovelas se han realizado sobre la base de esta obra: en 1970 para la Rede Tupi, y en 1980 y 1998 para la Rede Bandeirantes. También se han realizado varias adaptaciones al cine, televisión y teatro, siendo dirigida por Aurelio Teixeira la primera para el cine en 1970.En el 2011 se ha presentado su segunda versión cinematográfica.
En 1980 y 1998 se grabaron dos telenovelas que adaptaron la trama del libro al contexto de sus respectivas épocas, aunque cambiando algunos aspectos y personajes de la misma. La primera adaptación conserva significativamente los hechos del libro y de la película de los setenta. La segunda novela, por su parte, ha sido doblada al español y al inglés, siendo transmitida en varios países de América Latina, tales como Ecuador, Venezuela, o México y Estados Unidos. Esta es la adaptación del libro que más impacto ha tenido en la audiencia televisiva, especialmente en Ecuador, donde se emitió durante tres veces en 2009, 2010 y 2012, respectivamente.

## Resumen
En esta novela se nos cuenta la historia de Zezé. Es el menor de una familia muy pobre que tiene que afrontar muchos momentos de dolor, ya que vive en uno de los barrios más austeros de Brasil. Vivían de alquiler en un hogar muy humilde, pero no podían estar al día con los pagos. Un día, el casero exige a los padres de Zezé pagar sus deudas o, de lo contrario, tendrían que desalojar la vivienda.
Caminaba todos los días junto a su hermano Totoca junto al río San Pablo, donde observaban una casa en la orilla. Ambos decidieron que ese sería su nuevo hogar si llegaban a desalojarlos del suyo.
Siempre tuvo el apoyo de su tío Edmundo, que siempre le regalaba juguetes a él y a sus otros sobrinos. También aprendió a leer por sí mismo y descubrió su pasión por los caballos, por lo que su tío decide regalarle un caballo de juguete para que disfrute de su infancia.
Finalmente, Zezé y su familia deben marcharse de su hogar y trasladarse a un pequeño lugar cerca del río, poblado de inmensos árboles que cobijan su nueva casa. 
Como la familia tenía muchos problemas, cada hermano debía cuidar de aquel menor que él; fue por esta razón que Zezé quería más que nadie a su hermano Totoca.
Zezé y sus hermanos se adueñan cada uno de un árbol de los alrededores. A Zezé le toca una pequeña planta de naranja lima, así que a su hermano Totoca le toca un tamarindo, pero finalmente su hermana Gloria señala a un árbol de planta naranja lima , pues era pequeña en comparación con la de sus hermanos. Sin embargo, los días pasaban, la familia se adaptaba y él veía con otros ojos su planta de naranja lima hasta el punto de hablar con ella, convirtiéndose así en su mejor amiga junto a Manuel Valadarés, "El portugués", un hombre que tiene mucho cariño al niño.
Un día, Zezé va a pesar con su amigo Manuel y le pide que le adopte, ya que está cansado de su vida precaria y de los maltratos de su padre. El hombre le contesta que no puede adoptarlo, pero que intentará ayudarlo en todo lo posible para hacer que su vida sea más feliz.
Sin embargo, la amistad entre Zezé y el portugués es breve, así como la felicidad que ésta despierta: la tragedia llega de nuevo a la vida del niño, ya que el hombre muere de forma repentina chocando su vehículo contra un tren en marcha. Y no sólo eso; en el pueblo van a prolongar el asfalto y para ello hay que derribar la planta de naranja lima, lo que destruye el corazón de Zezé en mil pedazos. Aunque no todo es malo: el padre de Zezé consigue un nuevo empleo, lo que hace que la situación familiar mejore.
En el último capítulo de la novela Zezé ya es un hombre adulto y escribe una carta para relatar sus recuerdos más tristes y agradecer al portugués su amistad y todo lo que hizo por él, que fue hacerle feliz en sus momentos más desdichados.